# ويليام هاميلتون (منافس ألعاب قوى)
ويليام هاميلتون (بالإنجليزية: William Hamilton)‏ هو منافس ألعاب قوى أمريكي، ولد في 11 أغسطس 1883 في State Center Township, Marshall County, Iowa ‏ في الولايات المتحدة، وتوفي في 1 أغسطس 1955.

## وصلات خارجية
- ويليام هاميلتون على موقع الاتحاد الدولي لألعاب القوى (الإنجليزية)
- ويليام هاميلتون على موقع أوليمبيديا (الإنجليزية)